# 16세기 프랑스 문학
16세기 프랑스 문학(-世記-文學)은 16세기, 혹은 콘스탄티노플 함락의 1453년부터 낭트 칙령 선포의 1598년까지의, 르네상스를 그 주요 사조로 하는 프랑스의 문학기이다.

## 르네상스
르네상스란 유럽의 인본주의적 문예부흥기로서, 그 본향 이탈리아에서는 15세기에 발하였으나 프랑스에서는 십자군 전쟁과 백년전쟁 등으로 인해 그 태동이 한 세기 늦추어져 1515년에 프랑수아 1세의 치세를 그 시작으로 잡는다. 프랑수아 1세는 신학 중심의 소르본 교육과는 독립된 왕립연구기관 (collège des lecteurs royaux)이나 왕립 도서관을 설립하기도 하는 등 이탈리아 문예부흥을 프랑스에 답습코자 하였다.
부흥이란 이름에 걸맞게 고대인들의 저작과 사상을 불문학의 전통에 끌어들이려는 노력이 계속되었으며 특히 고대 그리스의 정신을 좇으려는 이들은 엘레니스트(helléniste)라 하였다.

## 신구교 갈등
16세기란 종교개혁의 시대이기도 하는데 독일의 수사 마르틴 루터가 1517년 95조 문서로 개혁의 불길을 놓으면서 프랑스 역시 신구교의 분란에 휩싸인다. 비록 강력한 신교탄압으로 인해 프랑스는 가톨릭 국가로 남았으나. 프랑수아 라블레는 기존 구교 및 그 사회제도에 대해 비판하기도 하였다.

## 인쇄술
15세기 발명된 인쇄술로 이전까지 필사본이었던 책은 더 이상 사치품이 아니게 되었고, 성경뿐만 아니라 과학, 인본주의 서적도 널리 읽힐 수 있게 되었으며, 이는 교회의 반발을 사기도 하였다.

## 인본주의
르네상스와 함께 태동한 인본주의(humanisme)는 인간을 사색의 중심에 놓았다. 인간은 만물을 지배해 마땅하며 그러기 위해서는 만물을 이해해야만 한다. 그렇기 때문에 인간이 자신의 자유와 이성을 통해 진정히 꽃필 수 있게 되기를 꿈꾸었다.
고대 로마/희랍 문학의 원전에 되돌아가고자 하는 움직임이 일어났는데, 르네상스의 선구자인 이탈리아 역시 커다란 영감의 원천이었다. 이탈리아의 시성 알리기에리 단테이나 조반니 보카치오는 물론이요, 14세기 인본주의자 시인 프란체스코 페트라르카의 영향 또한 지대했는데, 페트라르카의 작시법을 좇는 움직임을 페트라르키슴(pétrarquisme)이라 불렀으며, 이것은 특히 플레야드파의 주요 문체를 이루었다.
교육 역시 인본주의적으로 개편되었는데, 고전어 즉 라틴어와 희랍어를 배우고, 개인경험과 체육을 중시하였다. 이러한 새 교육관은 프랑수아 라블레의 저작 가르강튀아에서 엿볼 수 있다.

## 누벨
짤막한 이야기인 누벨(Nouvelle)이라는 장르도 등장한다. 누벨은 중세의 우화인 파블리오에서 기원하였으며 조반니 보카치오의 데카메론의 영향을 받았다.

## 같이 보기
- 르네상스
- 프랑스의 역사
- 프랑스 르네상스